# ウルティマ・オスロ現代音楽祭
ウルティマ・オスロ現代音楽祭 (ウルティマ・オスロげんだいおんがくさい、英語: ULTIMA Oslo Contemporary Music Festival) はノルウェーの現代音楽の音楽祭である。  

## 背景
ウルティマ音楽祭はスカンジナビアで最も大きい現代音楽祭で、1991年以来現代音楽とそれに関連する芸術活動の重要な舞台となっている。音楽祭は2006年に「文化の拠点」に指定され、オスロ市議会と文化教会省が支援している。ウルティマは1990年にHelge Skansen、Geir Johnson、Knut Høyland、Jostein SimbleそしてJohn Persenにより創設された財団で、専門的文化機関または組織に所属する17名からなっている。
音楽祭は毎年9月に開催され、オスロの街中が舞台となる。この20年間、あらゆる場所がウルティマ財団によってコンサート会場として提供されてきた。イベントはノルウェー国立オペラ・バレエ劇場、オスロ・コンサートホール、オスロ大学大ホールなどの大きな会場だけでなく、小さなクラブ、店舗、工場、博物館、学校、そして野外でも開催されている。
ウルティマ音楽祭は芸術的な独自性、動向、革新性を推進し、高い芸術水準の音楽を全ての人々が享受するのを目的としている。
ノルウェー王太子ホーコンはウルティマ音楽祭のパトロンである。
Dagsavisen紙によると、2011年のウルティマ音楽祭は北欧諸国で最大の現代音楽祭である。

## 歴史
最初の音楽祭は1991年秋に開催された。2005年にはテーマの一つに「日本」が取り上げられ、日本から作曲家や演奏家たちが50人以上招聘された。